# Woogie Island
Woogie Island ist eine kleine und niedrige Insel in der Einfahrt des Port Lockroy an der Küste der Wiencke-Insel im westantarktischen Palmer-Archipel. Sie liegt 330 m nordwestlich der Goudier-Insel.
Teilnehmer der Vierten Französischen Antarktisexpedition (1903–1905) unter der Leitung des Polarforschers Jean-Baptiste Charcot nahmen 1904 eine erste grobe Kartierung vor. Vermessen und benannt wurde die Insel gemeinsam mit Boogie Island im Jahr 1944 bei der britischen Operation Tabarin. Namensgebend für beide Inseln ist die Swingmusik im Stil des Boogie-Woogie, die häufig auf der Station der Operation Tabarin am Port Lockroy über Radioempfang zu hören war.